# Brandon Nakashima
Brandon Nakashima (San Diego, Estados Unidos, 3 de agosto de 2001) es un tenista estadounidense. Su mejor puesto en la Clasificación ATP individual ha sido el 48.º en septiembre de 2022. A nivel individual ha logrado dos títulos de la categoría ITF Futures Series, dos de la categoría ATP Challenger y un ATP250.

## Estudios
Nakashima se graduó en la escuela secundaria un semestre antes de matricularse en la Universidad de Virginia, en enero de 2019 a la edad de 17 años. Durante su etapa de jugador universitario, terminó la temporada con un récord de 17-5 en individuales y 20-3 en dobles. Al final de la temporada recibió los premios ACC Freshman of the Year y All ACC First Team y también formó parte del All ACC Academic Team. Después de un semestre, decidió convertirse en profesional.

## Carrera profesional

### 2020: Primer cuadro principal ATP y debut en Grand Slam
En febrero de 2020, Nakashima recibió una invitación para el Delray Beach Open (su primer evento de cuadro principal ATP), donde alcanzó los cuartos de final, derrotando a Jiří Veselý y Cameron Norrie antes de caer ante Yoshihito Nishioka.
En el US Open (su debut en el cuadro principal de Grand Slam como comodín), Nakashima derrotó a Paolo Lorenzi  antes de ser derrotado por el quinto cabeza de serie y eventual subcampeón, Alexander Zverev.

### 2021: Primeras finales ATP
Nakashima se clasificó para un cuadro principal de Grand Slam por primera vez en Wimbledon. Perdió en la primera ronda ante su compatriota y cabeza de serie 31, Taylor Fritz.
Nakashima alcanzó su primera final en el torneo de Los Cabos (Baja California Sue, Méjico), venciendo sucesivamente a J.J. Wolf y a los cabezas de serie 4, 5 y 2: , Sam Querrey y Jordan Thompson (después de salvar 3 puntos de partido), y John Isner. Perdió la final ante el primer cabeza de serie, Cameron Norrie.
El 1 de agosto de 2021 pierde su segunda final de un torneo ATP, el de Atlanta, ante John Isner.

## La WTT
Nakashima hizo su debut en la WTT (liga americana de tenis por equipos) en 2020 con los Chicago Smash en su primera temporada. Nakashima destacó en los individuales y colaboró con Rajeev Ram en el dobles durante toda la temporada para terminar consiguiendo el segundo puesto de los Playoff WTT para los Chicagos. Después de derrotar a los Orlando Storm, perdieron la final con los New York Empire en el superdesempate definitivo (supertiebreak).

## Títulos ATP (2; 1+1)

### Individual (1)
| Leyenda                         |
| Grand Slam (0)                  |
| ATP Wourld Tour Finals (0)      |
| ATP World Tour Masters 1000 (0) |
| ATP World Tour 500 (0)          |
| ATP World Tour 250 (1)          |

| N.º | Fecha                    | Torneo    | Superficie | Oponente en la final | Resultado |
| --- | ------------------------ | --------- | ---------- | -------------------- | --------- |
| 1.  | 25 de septiembre de 2022 | San Diego | Dura       | Marcos Giron         | 6-4, 6-4  |

#### Finalista (2)
| N.º | Fecha               | Torneo    | Superficie | Oponente en la final | Resultado   |
| --- | ------------------- | --------- | ---------- | -------------------- | ----------- |
| 1.  | 24 de julio de 2021 | Los Cabos | Dura       | Cameron Norrie       | 2-6, 2-6    |
| 2.  | 1 de agosto de 2021 | Atlanta   | Dura       | John Isner           | 6-7(8), 5-7 |

### Dobles (1)
| Leyenda                         |
| Grand Slam (0)                  |
| ATP Wourld Tour Finals (0)      |
| ATP Masters 1000 World Tour (0) |
| ATP World Tour 500 series (0)   |
| ATP World Tour 250 series (1)   |

| No. | Fecha                 | Torneo       | Superficie | Pareja            | Oponentes en la final        | Resultado           |
| --- | --------------------- | ------------ | ---------- | ----------------- | ---------------------------- | ------------------- |
| 1.  | 16 de febrero de 2025 | Delray Beach | Dura       | Miomir Kecmanović | Christian Harrison Evan King | 7-6(3), 1-6, [10-3] |

## Next Gen ATP Finals

### Títulos (1)
| N.º | Fecha                   | Torneo              | Superficie | Oponente en la final | Resultado           |
| --- | ----------------------- | ------------------- | ---------- | -------------------- | ------------------- |
| 1.  | 12 de noviembre de 2022 | Next Gen ATP Finals | Dura (i)   | Jiří Lehečka         | 4-3(5), 4-3(6), 4-2 |

## Títulos enChallengersyFutures(6; 6+0)
| Leyenda               | Individuales | Dobles |
| --------------------- | ------------ | ------ |
| ATP Challenger Series | 4            | 0      |
| ITF Futures Series    | 2            | 0      |

### Individuales (5)
| N.º | Fecha                    | Torneo                  | Superficie | Oponentes               | Resultado |
| --- | ------------------------ | ----------------------- | ---------- | ----------------------- | --------- |
| 1.  | 23 de septiembre de 2018 | F25 Laguna Niguel       | Dura       | Maxime Cressy           | 6-4, 6-4  |
| 2.  | 19 de enero de 2020      | M25 Rancho Santa Fe     | Dura       | Geoffrey Blancaneaux    | 6-3, 6-3  |
| 1.  | 22 de noviembre de 2020  | Challenger de Orlando   | Dura       | Prajnesh Gunneswaran    | 6-3, 6-4  |
| 2.  | 7 de febrero de 2021     | Challenger de Quimper 2 | Dura (i)   | Bernabé Zapata Miralles | 6-3, 6-4  |
| 3.  | 31 de octubre de 2021    | Challenger de Brest     | Dura (i)   | João Sousa              | 6-3, 6-3  |
| 4.  | 21 de enero de 2024      | Challenger de Tenerife  | Dura       | Pedro Martínez          | 6-3, 6-4  |

## Clasificación histórica
| Torneos de Grand Slam       |       |       |       |       |   |       |     |
| Abierto de Australia        | A     | A     | A     | Q1    | 0 | 0-0   | 0%  |
| Roland Garros               | A     | A     | A     | Q1    | 0 | 0-0   | 0%  |
| Wimbledon                   | A     | A     | ND    | 1R    | 0 | 0-1   | 0%  |
| Abierto de los EE. UU.      | Q2    | A     | 2R    | 2R    | 0 | 2-2   | 50% |
| Ganado-Perdido              | 0-0   | 0-0   | 1-1   | 1-2   | 0 | 2-3   | 40% |
| ATP World Tour Masters 1000 |       |       |       |       |   |       |     |
| Indian Wells                | A     | A     | A     | 2R    | 0 | 1-1   | 50% |
| Miami                       | A     | A     | A     | Q2    | 0 | 0-0   | 0%  |
| Cincinnati                  | A     | A     | A     | 1R    | 0 | 0-1   | 0%  |
| Ganado-Perdido              | 0-0   | 0-0   | 0-0   | 1-2   | 0 | 1-2   | 66% |
| ATP World Tour 500          |       |       |       |       |   |       |     |
| Ganado-Perdido              | 0-0   | 0-0   | 0-0   | 0-0   | 0 | 0-0   | 0%  |
| ATP World Tour 250          |       |       |       |       |   |       |     |
| Ganado-Perdido              | 0-0   | 0-0   | 0-0   | 2-1   | 0 | 2-1   | 67% |
| Representación nacional     |       |       |       |       |   |       |     |
| Ganado-Perdido              | 0-0   | 0-0   | 0-0   | 0-0   | 0 | 0-0   | 0%  |
| Total G-P                   | 0-0   | 0-0   | 3-2   | 17-12 | 0 | 20-14 | 58% |
| Porcentaje                  | 0%    | 0%    | 60%   | 58%   | - | -     | -   |
| Ranking                     | 790.° | 371.° | 166.° | 68.°  | - | -     | -   |

Actualizado al 14 de septiembre de 2020